# Gądkowice (gmina)
Gądkowice – dawna gmina wiejska istniejąca w latach 1945–1954 i 1973–1977 w woj. wrocławskim (dzisiejsze woj. dolnośląskie). Siedzibą władz gminy były Gądkowice.
Gmina Gądkowice powstała po II wojnie światowej na terenie tzw. Ziem Odzyskanych (tzw. II okręg administracyjny – Dolny Śląsk). 28 czerwca 1946 gmina – jako jednostka administracyjna powiatu milickiego – weszła w skład nowo utworzonego woj. wrocławskiego.
Według stanu z 1 lipca 1952 gmina składała się z 18 gromad: Bartniki, Borzynowo, Gądkowice, Henrykowice, Jankowa, Kolęda, Latkowa, Młodzianów, Ostrowąsy, Potasznia, Tworzymirki, Tworzymirki Górne, Wielgie Milickie, Wodników Górny, Wrocławice, Wróbliniec, Wziąchowo Małe i Wziąchowo Wielkie. Gmina została zniesiona 29 września 1954 wraz z reformą wprowadzającą gromady w miejsce gmin.
Jednostkę reaktywowano 1 stycznia 1973 w tymże powiecie i województwie. W jej skład weszło 17 sołectw: Bartniki, Borzynowo, Gądkowice, Henrykowice, Kolęda, Latkowa, Młodzianów, Ostrowąsy, Potasznia, Tworzymirki, Tworzymirki Górne, Wielgie Milickie, Wodników Górny, Wrocławice, Wróbliniec, Wziąchowo Małe i Wziąchowo Wielkie. 1 czerwca 1975 gmina weszła w skład nowo utworzonego (mniejszego) woj. wrocławskiego. 1 września 1977 gmina została zniesiona przez połączenie z dotychczasową gminą Milicz w nową gminę Milicz.